# 標準分數

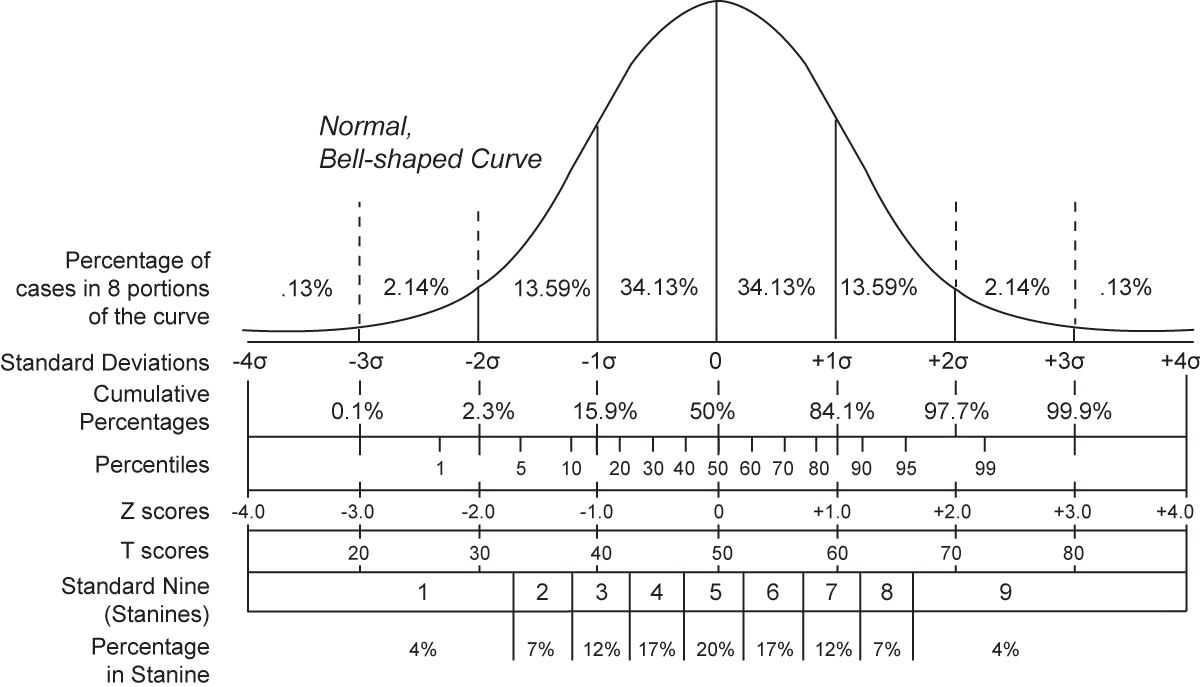
正態分佈跟標準分數之間的關係。

標準分數（Standard Score，又稱z-score，中文稱為Z-分數或标准分或標準計分）在統計學中是一種無因次值，就是一種純數字標記，是藉由從單一（原始）分數中減去母體的平均值，再依照母體（母集合）的標準差分割成不同的差距，按照z值公式，各個樣本在經過轉換後，通常在正、負五到六之間不等。其算數平均數必為0，標準差必為1。

## 概念
標準分數與使用在高速篩選分析中的「Z-因數」（z-factor）不同，甚至有時兩者會互相混淆。
其約化過程被稱為「標準化」（standardizing）。
標準分數可藉由以下公式求出：
{\displaystyle z={x-\mu  \over \sigma }}
其中 {\displaystyle \sigma \neq 0}。
其中
- {\displaystyle x\,} 是需要被標準化的原始分數
- {\displaystyle \mu \,} 是母體的平均值
- {\displaystyle \sigma \,} 是母體的標準差

Z值的量代表著原始分數和母體平均值之間的距離，是以標準差為單位計算。在原始分數低於平均值時Z則為負數，反之則為正數。换句话说，Z值是从感兴趣的点到均值之间有多少个标准差。
關鍵點是，計算Z值時需要「母體」的平均值和標準差，而不是「樣本」的平均值和標準差。因此需要了解母體的統計數據資料。
但是要確實了解母體真正的標準差往往是不切實際的，除非是在「標準化測驗」之類的情形中，整個母體都是經過測量的。在其他情況中，幾乎不可能測量母體的每一個組成單位，因此通常會使用隨機的樣本來評估標準差。例如：「有吸菸習慣的總人數」就不是經過一個一個測量而得出的。
在這種情況下，標準分數為：
{\displaystyle z={\frac {x-{\bar {x}}}{S}}}
其中 {\displaystyle S\neq 0}
其中 
- {\displaystyle {\bar {x}}} 是樣本平均值

- {\displaystyle S} 是樣本的標準差

當母體為正态分布時，其百分位数可能是由標準分數和普通表格所決定的。

## 數理統計學中的標準化
在数理统计学中，隨機變數「X」是使用理論（母體）的平均值和標準差所標準化的結果：
{\displaystyle Z={X-\mu  \over \sigma }}
其中 μ = E(X) 為平均值、σ² = Var(X) 為X的概率分布之方差
若隨機變數無法確定時，則為算术平均数：
{\displaystyle {\bar {X}}={1 \over n}\sum _{i=1}^{n}X_{i}}
因此經過標準化的結果為：
{\displaystyle Z={{\bar {X}}-\mu  \over \sigma /{\sqrt {n}}}.}

## 應用
- 在日本，標準分數常被用在計算學力測驗的「學力偏差值」，並且依此判斷進入理想大學的可能性。
- 在智力測驗時，用來計算「智力標準分數」，在教育的用途上，常和「智商」一起被當作參考的依據。

### 高考标准分
截至2020年，中国大陆地区曾有福建省和海南省实行标准分制度以计算高考总分。

## 外部連結
- 英文 Z-分數計算機 （页面存档备份，存于） 能在「累積機率」數值（Q）和Z-分數（標準分數）之間轉換。
- 英文 免費的Z-分數（標準分數）計算機 輸入樣本平均值、樣本標準差和尚未標準化的數據之後，即可算出標準分數。